# Gitte Rabøl
 Der er for få eller ingen kildehenvisninger i denne artikel, hvilket er et problem. Du kan hjælpe ved at angive troværdige kilder til de påstande, som fremføres i artiklen.

Gitte Rabøl (født 6. juni 1957) er en dansk journalist og tidligere mediedirektør i DR.
Rabøl blev uddannet journalist fra Danmarks Journalisthøjskole i 1981. Hun har bl.a. arbejdet som skrivende journalist ved Demokraten Weekend og Det Fri Aktuelt. Hun kom derefter til DR, hvor hun begyndte i B&U-afdelingen og har også arbejdet på TV Avisen og i DR's dokumentargruppe. Endvidere var hun en overgang studievært på TV 2/Lorry, ligesom hun har været formand for Foreningen for Undersøgende Journalistik.
Fra 2003 til 2007 var hun sammen med Mette Davidsen-Nielsen kanalchef for DR2 med ansvar for brandudvikling, strategi, sendeplan, økonomi samt personale – og havde desuden det redaktionelle ansvar for aktualitet, tro og eksistens. I 2006 kom Gitte Rabøl selv i mediernes søgelys, da hun måtte forsvare udsendelsen Den hemmelige krig, som blev beskyldt for at være manipuleret. 
Fra 2009 til 2011 var hun direktør for DR Oplysning. I 2011 tiltrådte hun som mediedirektør for DR. Den 5. februar 2014 blev hun tildelt Dannebrogordenen.

## Opsigelse af direktørstilling og tildeling af stilling som mangfoldighedskonsulent
I oktober 2016 meddelte Gitte Rabøl, at hun ønskede at fratræde som mediedirektør, hvorfor hun fratrådte sin stilling med virkning fra den 1. juni 2017. Den 1. april 2017 havde DR fundet en afløser til Gitte Rabøl (Henriette Marienlund), men DR's ledelse valgte at tilknytte Gitte Rabøl som kommitteret for DRs bestyrelse og direktion fra den 1. april 2017 til udgangen af april 2018. DR's bestyrelse oplyste, at Rabøl i sin nye role skulle løse "strategiske opgaver relateret til mangfoldighedsproblematikken". Som mangfoldighedskonsulent ville Rabøl arbejde til samme løn som hun hidtil havde oppebåret som mediedirektør (kr. 2,1 mio. årligt). Udnævnelsen af Rabøl som mangfoldighedskonsulent til en direktørlønning i en situation, hvor Rabøl selv hade sagt sin stilling op og hvor stillingen ikke havde været slået op, udløste betydelig kritik i pressen og blandt flere af Folketingets partier. Også formanden for journalistgruppen i DR udtalte sig kritisk om Rabøls ansættelse, og den 13. august 2017 meddelte Rabøl i en pressemeddelelse, at hun trak sig fra stillingen som mangfoldighedskonsulent.
Hun er gift med kommunikationsrådgiver Henrik Byager.